# Orange Business
Orange Business (ранее Orange Business Services) (произносится Оранж бизнес) — французская телекоммуникационная компания, входящая в состав France Télécom. Штаб-квартира Orange Business расположена в Париже.

## История
Orange Business Services получила своё название в 2006 году, до этого услуги оказывались под маркой Equant (в 2005 году France Télécom стала владельцем 100 % акций этой компании).
В 2023 году компания была переименована в Orange Business.

## Собственники и руководство
100% компании принадлежит Orange S.A.

## Деятельность
Orange Business владеет представительствами в 166 странах мира. Компания осуществляет оказание услуг телефонии, передачи данных, интернет-доступа корпоративным клиентам в 220 странах мира, среди её клиентов — 3750 международных корпораций.

### Показатели деятельности
Выручка Orange Business в 2007 году составила 7,72 млрд евро, валовая операционная прибыль — 1,34 млрд евро.

### Orange Business в России
По состоянию на весну 2009 года, как сообщает сама компания, Orange Business ведёт деятельность в 38 крупных российских городах, компания является национальным оператором дальней связи. Общая численность персонала в стране — 1000 человек.